# Reconstructor
Reconstructor é um programa que permite a qualquer um personalizar uma imagem iso do Ubuntu ou do Debian.

## Características
- Possibilidade de personalizar a imagem do ecrã de arranque, o Usplash, wallpaper, o Gnome Splash Screen, o tema, entre outros[1]
- Possibilidade de adicionar software à compilação
- Possibilidade de activar todos os repositórios e de adicionar outros personalizados
- Opção integrada para gravar o ficheiro iso